# Kuskus (Säugetiere)
Die Kuskus (Phalanger) sind eine Gattung aus der Familie der Kletterbeutler (Phalangeridae), die zur Beuteltierordnung Diprotodontia zählt. Sie teilt sich in 15 Arten. Die Bärenkuskus (Ailurops), Bodenkuskus (Strigocuscus) und Tüpfelkuskus (Spilocuscus) werden zoologisch nicht zu dieser Gattung gerechnet.

## Verbreitung
Kuskus finden sich auf den Molukken, auf Neuguinea, den Salomonen und auf der Kap-York-Halbinsel an der Nordspitze Australiens.

## Beschreibung
Kuskus sind schwerfällig wirkende Tiere. Ihr Fell ist dicht und wollig, es kann weiß, rötlich oder sogar schwarz gefärbt sein. Ihre Schnauze ist kurz, die Ohren sind klein und fast unsichtbar, der lange Schwanz ist am Ende unbehaart, um besseren Halt zu gewährleisten. Die Körperlänge beträgt 32 bis 60 cm, der Schwanz ist ebenso lang. Sie erreichen ein Gewicht von einem bis zu sieben Kilogramm.

## Lebensweise
Kuskus sind Baumbewohner, die nur selten auf den Boden kommen. Mit ihrem Greifschwanz und den zwei Daumen an jeder Hand sind sie perfekt an ihr Habitat, tropische Regenwälder, angepasst. Den Tag verbringen sie schlafend in Baumhöhlen oder auf Blättern, in der Nacht gehen sie mit langsamen und trägen Bewegungen auf Nahrungssuche. Kuskus leben einzelgängerisch.

## Nahrung
Kuskus ernähren sich hauptsächlich von Früchten und Blättern, gelegentlich nehmen sie auch Insekten und Vogeleier zu sich.

## Fortpflanzung
Nach kurzer Tragzeit (oft nur zwei Wochen) werden ein bis drei Junge geboren, meistens wird nur eines gesäugt, obwohl die Weibchen vier Zitzen in ihrem Beutel haben. Nach mehreren Monaten verlassen die Jungtiere den Beutel. Sie haben eine Lebenserwartung von bis zu elf Jahren.

## Arten
- Der Gebe-Kuskus (Phalanger alexandrae) ist auf der Gebe-Insel der nördlichen Molukken endemisch.
- Der Neubritannien-Kuskus (Phalanger breviceps) kommt auf Neubritannien und verschiedenen Inseln der Salomonen vor.[1]
- Der Bergkuskus (Phalanger carmelitae) lebt im mittleren und östlichen Neuguinea.
- Der Gleichfarbkuskus (Phalanger gymnotis) ist auf Neuguinea verbreitet.
- Der Östliche Graue Kuskus (Phalanger intercastellanus) lebt im östlichen Papua-Neuguinea.
- Der Woodlark-Kuskus (Phalanger lullulae) ist auf der Insel Woodlark bei Neuguinea endemisch. Die Art wurde jahrzehntelang nicht gesichtet und galt schon als ausgestorben, bevor sie in großer Zahl wiederentdeckt wurde. Allerdings soll nun ein Großteil des Inselwaldes für Gartenmöbel gerodet werden, was den Lebensraum des Woodlark-Kuskus stark bedroht[2]
- Der Blauaugen-Kuskus (Phalanger matabiru) kommt auf den Molukkeninseln Ternate und Tidore vor.[3][4]
- Der Telefomin-Kuskus (Phalanger matanim) war im westlichen Neuguinea beheimatet und gilt als wahrscheinlich ausgestorben.
- Der Südliche Graue Kuskus (Phalanger mimicus) kommt im südlichen Neuguinea und im nördlichen Australien auf der Kap-York-Halbinsel vor.
- Der Graue oder Wollkuskus (Phalanger orientalis) ist die bekannteste Art.
- Der Molukken-Kuskus (Phalanger ornatus) bewohnt die nördlichen Molukken.
- Der Peleng-Kuskus (Phalanger pelengensis) lebt auf den Peleng-Inseln.
- Der Obi-Kuskus (Phalanger rothschildi) lebt ebenfalls auf den nördlichen Molukken.
- Der Seidenkuskus (Phalanger sericeus) ist im mittleren und östlichen Neuguinea beheimatet.
- Steins Kuskus (Phalanger vestitus) lebt ebenfalls auf Neuguinea.

## Bedrohung
Alle Arten sind betroffen von der Rodung der Urwälder und der Jagd auf ihr Fleisch. In der aktuellen roten Liste der gefährdeten Arten werden fünf Arten in den Status vom Aussterben bedroht, stark gefährdet oder gefährdet eingeordnet. Für die anderen Arten wurde der Status nicht bedroht vergeben.